# Reactor refrigerat per metall líquid

Representació del tanc i construcció del bucle del reactor de:breeder refrigerat per metall líquid (sodi).

Un reactor nuclear refrigerat per metall líquid, o LMR, és un tipus de reactor nuclear on el refrigerant primari és un metall líquid. Els reactors refrigerats per metall líquid es van adaptar per primera vegada per a la generació d'energia dels reactors reproductors. També s'han utilitzat per alimentar submarins nuclears.
A causa de la seva alta conductivitat tèrmica, els refrigerants metàl·lics eliminen la calor de manera eficaç, permetent una alta densitat de potència. Això els fa atractius en situacions on la mida i el pes són importants, com en vaixells i submarins. La majoria dels dissenys de reactors a base d'aigua estan altament pressuritzats per augmentar el punt d'ebullició (millorant així les capacitats de refrigeració), cosa que presenta problemes de seguretat i manteniment que no tenen els dissenys de metall líquid. A més, l'alta temperatura del metall líquid es pot utilitzar per impulsar cicles de conversió d'energia amb una alta eficiència termodinàmica. Això els fa atractius per millorar la producció d'energia, la rendibilitat i l'eficiència del combustible a les centrals nuclears.
Els metalls líquids, sent altament conductors elèctricament, es poden moure mitjançant bombes electromagnètiques. Els desavantatges inclouen dificultats associades a la inspecció i reparació d'un reactor immers en metall fos opac i, depenent de l'elecció del metall, pot ser un problema el risc d'incendi (per als metalls alcalins), la corrosió i/o la producció de productes d'activació radioactius.

## Aplicacions
S'ha aplicat refrigerant metàl·lic líquid tant a reactors tèrmics com a reactors de neutrons ràpids.
Fins ara, la majoria dels reactors de neutrons ràpids han estat refrigerats per metall líquid i per això s'anomenen reactors ràpids refrigerats per metall líquid (LMFR). Quan es configura com a reactor reproductor (p. ex. amb una manta reproductora), aquests reactors s'anomenen reactors de reproducció ràpida de metall líquid (LMFBR).

## Propietats del refrigerant
Els refrigerants metàl·lics líquids adequats han de tenir una baixa secció transversal de captura de neutrons, no han de provocar una corrosió excessiva dels materials estructurals i han de tenir punts de fusió i ebullició adequats a la temperatura de funcionament del reactor.
Els metalls líquids generalment tenen punts d'ebullició elevats, la qual cosa redueix la probabilitat que el refrigerant pugui bullir, cosa que podria provocar un accident de pèrdua de refrigerant. La baixa pressió de vapor permet operar a una pressió propera a l'ambient, reduint encara més dràsticament la probabilitat d'un accident. Alguns dissenys submergeixen tot el nucli i els intercanviadors de calor en una piscina de refrigerant, eliminant pràcticament el risc que es perdi la refrigeració del bucle intern.
Refrigerants metàl·lics líquids:
| Refrigerant metàl·lic | Punt de fusió          | Punt d'ebullició      |
| --------------------- | ---------------------- | --------------------- |
| Sodi                  | 97,72 °C, (207,9 °F)   | 883 °C, (1621 °F)     |
| NaK                   | −11 °C, (12 °F)        | 785 °C, (1445 °F)     |
| Mercuri               | −38,83 °C, (−37,89 °F) | 356,73 °C (674,11 °F) |
| Dirigir               | 327,46 °C, (621,43 °F) | 1749 °C, (3180 °F)    |
| Eutèctic plom-bismut  | 123,5 °C, (254,3 °F)   | 1670 °C, (3038 °F)    |
| llauna                | 231,9 °C, (449,5 °F)   | 2602 °C, (4716 °F)    |